# Jackson (Kalifornien)
Jackson (früher auch Botilleas, Botilleas Spring, Bottileas, Bottle Spring oder Botellas) ist eine Stadt und Verwaltungssitz (County Seat) des Amador County im US-Bundesstaat Kalifornien mit 5019 Einwohnern (Stand: 2020).

## Lage
Jackson liegt auf einer Höhe von 371 Metern. Die California State Route 49 und die State Route 88 führen in die Stadt. Sacramento liegt etwa 75 Kilometer nordwestlich, Stockton etwa 70 Kilometer südwestlich.

## Geschichte
Ursprünglich war die Gegend durch Indianer aus der Region der nördlichen Sierra Nevada besiedelt. Die Stadt wurde 1848 gegründet und nach Colonel Alden Jackson benannt. 1853 wurde Jackson zum County Seat des neu gegründeten Amador County. Davor, 1851–1852 war die Stadt Sitz des Calaveras County gewesen. Somit ist Jackson die einzige US-amerikanische Stadt, die Sitz zweier Countys zu unterschiedlichen Zeiten war.
In den 1850er Jahren wurde bei Jackson Gold entdeckt. Die bekanntesten Minen waren die Argonaut Mine und die Kennedy Mine. Die Ausbeutung der Minen wurde 1942 wegen des Eintritts der USA in den Zweiten Weltkrieg eingestellt.

## In Jackson geboren
- Anthony Caminetti (1854–1923), Politiker (Demokraten)
- Robert Grant Aitken (1864–1951), Astronom
- Joseph Raphael (1869–1950), Maler und Radierer
- Ernest Gallo (1909–2007), Pionier der US-amerikanischen Weinindustrie in Kalifornien

## Einzelnachweise

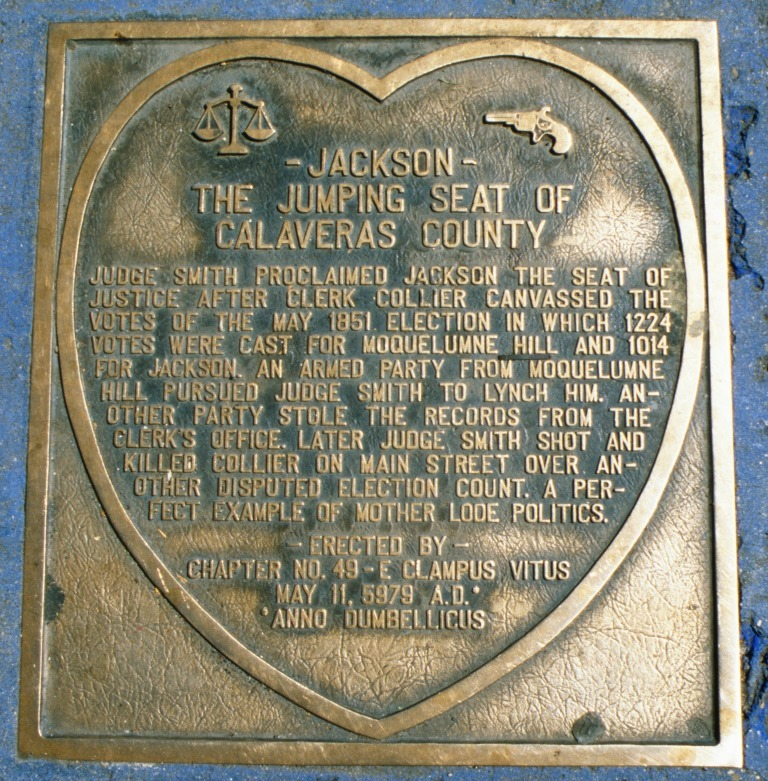
Bodenplatte mit Schilderung der Vorfälle in den 1850er Jahren in Jackson(105 Main Street)